# Saivres
Saivres est une commune du Centre-Ouest de la France située dans le département des Deux-Sèvres en région Nouvelle-Aquitaine.
Ses habitants sont appelés les Saputiens et les Saputiennes.

## Géographie
Saivres est située à 25 km au nord-nord-est de la ville de Niort et à 3 km au nord-ouest de Saint-Maixent-l'École.
La commune compte de nombreux hameaux et lieux-dits parmi lesquels :
- Beauregard
- Beuvet
- Castarie
- Chisseré
- Combré
- Donia
- l'Audouiniere
- l'Aveneau
- l'Herbaudiere
- l'Hormeau Michaud
- l'Houmeau
- la Bernatiere
- La Blanchardiere
- la Brousse
- la Cailletiere
- la Chaillochere
- la Combe
- la Coutancière
- La Couture
- la Fragnelière
- la Goubaudière
- la Jamonelière
- la Mardière
- la Metiverie
- la Petite Rougerie
- la Pierrière
- la Roche Naide
- la Ruelle
- la Sarraudière
- la Thibaudière
- la Voûte
- le Blanchard
- le Chaillot
- Le Côtolet
- Le Magnoux
- Le Perré
- le Pinier
- les 3 Cheminees
- les Rousselottes
- les Terrieres
- les Vallées
- Lugné
- Maunay
- Monterue
- Paunay
- Pissot
- Pont de Maunay
- Pont de Saivres
- Pouillet
- Préchapon
- Puymorillon
- Russay
- Sous le Bois
- Teindeure
- Verrière
- Villefolet
- Vinché
- Vix

### Communes limitrophes
- Saint-Maixent-l'École
- Augé
- Saint-Georges-de-Noisné
- Exireuil
- Azay-le-Brûlé

### Climat
Pour des articles plus généraux, voir Climat de la Nouvelle-Aquitaine et Climat des Deux-Sèvres.
Historiquement, la commune est exposée à un climat océanique du nord-ouest.  
En 2020, Météo-France publie une typologie des climats de la France métropolitaine dans laquelle la commune est exposée à un climat océanique et est dans la région climatique  Poitou-Charentes, caractérisée par un bon ensoleillement, particulièrement en été et des vents modérés.
Pour la période 1971-2000, la température annuelle moyenne est de 11,9 °C, avec une amplitude thermique annuelle de 14,8 °C. Le cumul annuel moyen de précipitations est de 969 mm, avec 12,6 jours de précipitations en janvier et 7,5 jours en juillet. Pour la période 1991-2020, la température moyenne annuelle observée sur la station météorologique la plus proche, située sur la commune de Saint-Maixent-l'École à 3 km à vol d'oiseau, est de 13,4 °C et le cumul annuel moyen de précipitations est de 940,4 mm,. Pour l'avenir, les paramètres climatiques de la commune estimés pour 2050 selon différents scénarios d’émission de gaz à effet de serre sont consultables sur un site dédié publié par Météo-France en novembre 2022.

## Urbanisme

### Typologie
Au 1er janvier 2024, Saivres est catégorisée commune rurale à habitat dispersé, selon la nouvelle grille communale de densité à sept niveaux définie par l'Insee en 2022.
Elle est située hors unité urbaine. Par ailleurs la commune fait partie de l'aire d'attraction de Niort, dont elle est une commune de la couronne,. Cette aire, qui regroupe 91 communes, est catégorisée dans les aires de 50 000 à moins de 200 000 habitants,.

### Occupation des sols
L'occupation des sols de la commune, telle qu'elle ressort de la base de données européenne d’occupation biophysique des sols Corine Land Cover (CLC), est marquée par l'importance des territoires agricoles (92,6 % en 2018), en diminution par rapport à 1990 (93,6 %). La répartition détaillée en 2018 est la suivante : 
terres arables (40,5 %), prairies (34,6 %), zones agricoles hétérogènes (17,5 %), forêts (2,9 %), zones urbanisées (2,6 %), mines, décharges et chantiers (1,7 %), zones industrielles ou commerciales et réseaux de communication (0,2 %). L'évolution de l’occupation des sols de la commune et de ses infrastructures peut être observée sur les différentes représentations cartographiques du territoire : la carte de Cassini (XVIIIe siècle), la carte d'état-major (1820-1866) et les cartes ou photos aériennes de l'IGN pour la période actuelle (1950 à aujourd'hui).

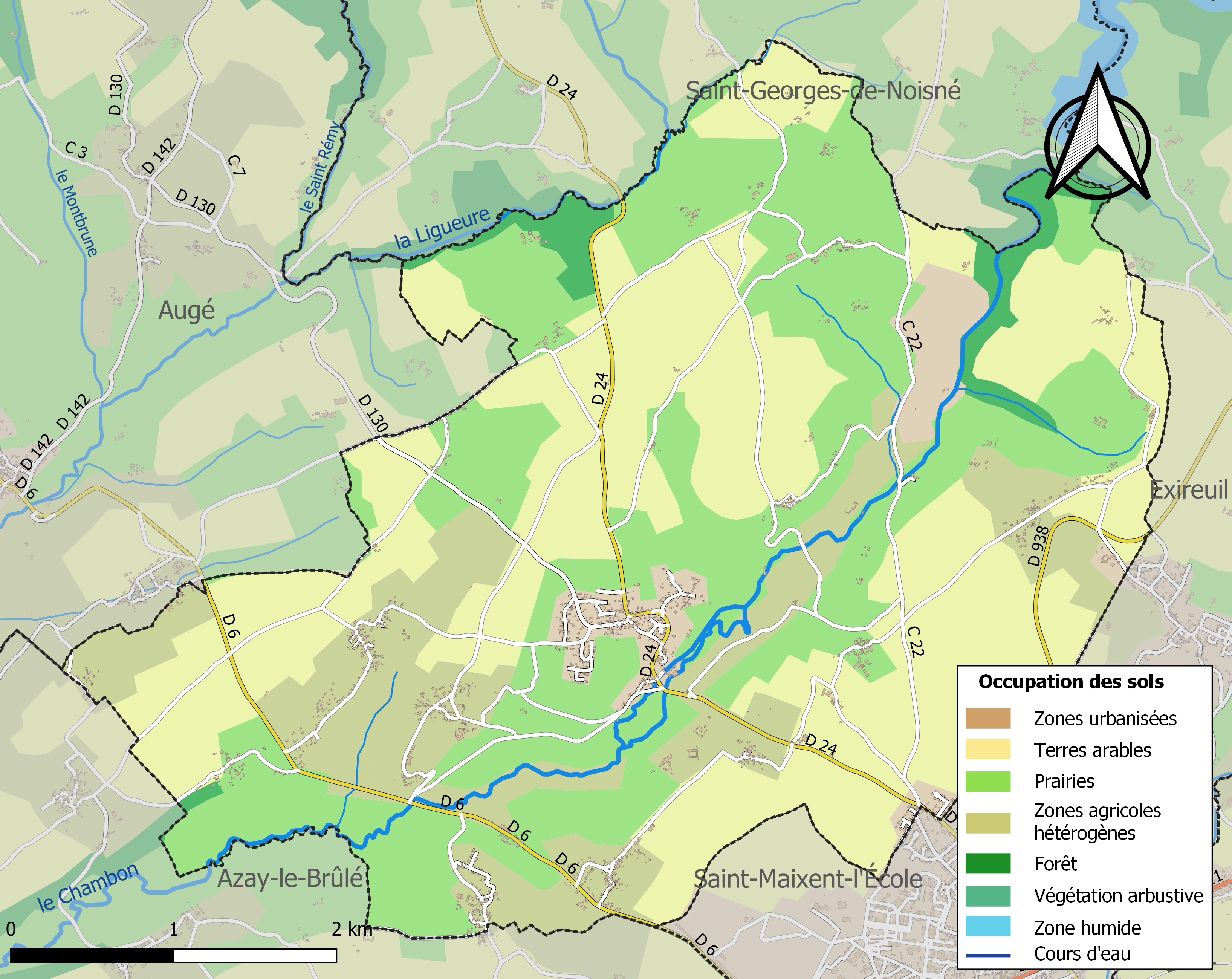
Carte des infrastructures et de l'occupation des sols de la commune en 2018 (CLC).

### Risques majeurs
Le territoire de la commune de Saivres est vulnérable à différents aléas naturels : météorologiques (tempête, orage, neige, grand froid, canicule ou sécheresse), inondations, mouvements de terrains et séisme (sismicité modérée). Il est également exposé à deux risques technologiques,  le transport de matières dangereuses et la rupture d'un barrage, et à un risque particulier : le risque de radon. Un site publié par le BRGM permet d'évaluer simplement et rapidement les risques d'un bien localisé soit par son adresse soit par le numéro de sa parcelle.

#### Risques naturels
Certaines parties du territoire communal sont susceptibles d’être affectées par le risque d’inondation par débordement de cours d'eau, notamment le Chambon et la Ligueure. La commune a été reconnue en état de catastrophe naturelle au titre des dommages causés par les inondations et coulées de boue survenues en 1982, 1983, 1992, 1993, 1999, 2010 et 2020,.

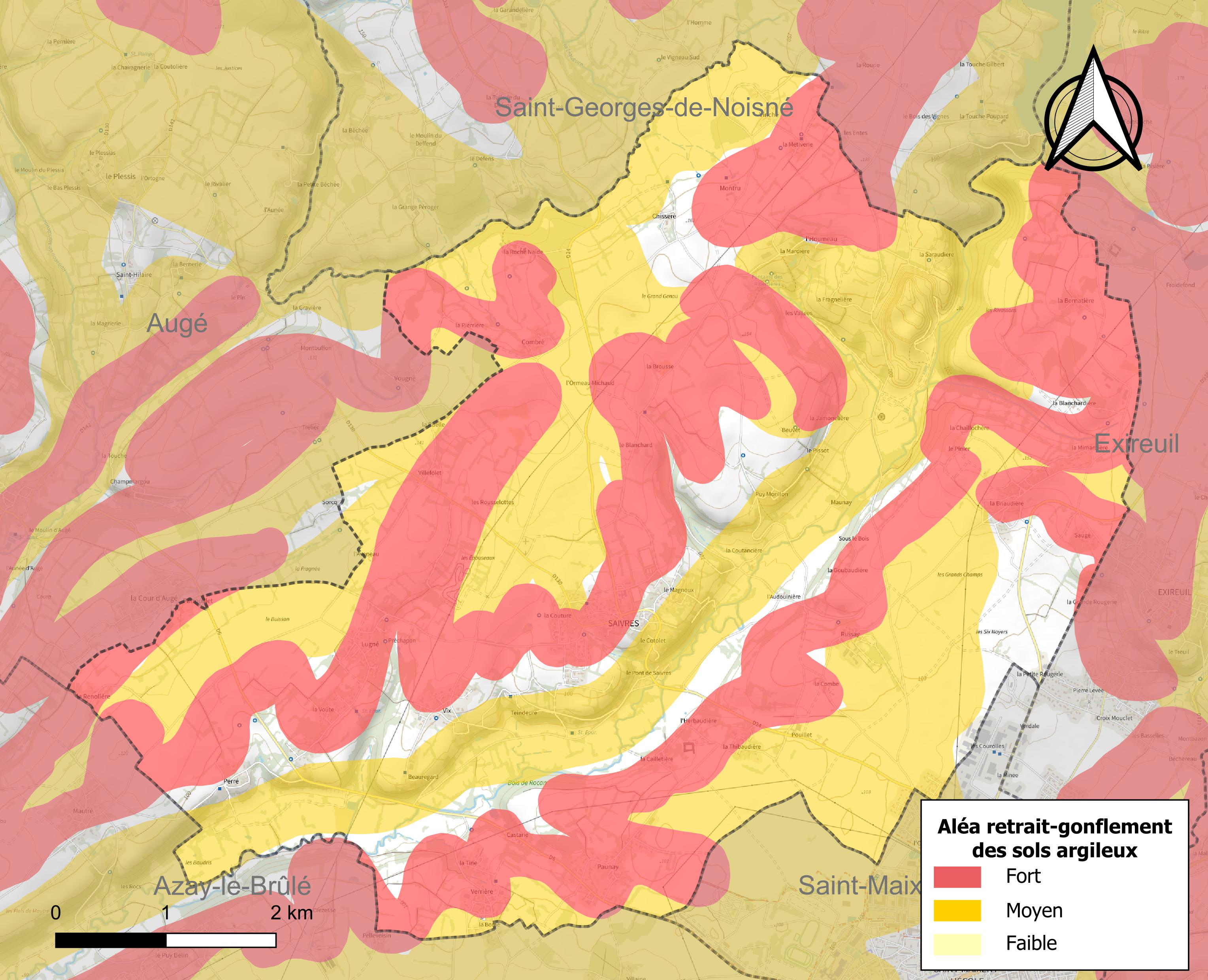
Carte des zones d'aléa retrait-gonflement des sols argileux de Saivres.

Les mouvements de terrains susceptibles de se produire sur la commune sont des tassements différentiels. Le retrait-gonflement des sols argileux est susceptible d'engendrer des dommages importants aux bâtiments en cas d’alternance de périodes de sécheresse et de pluie. 88,6 % de la superficie communale est en aléa moyen ou fort (54,9 % au niveau départemental et 48,5 % au niveau national). Depuis le 1er octobre 2020, en application de la loi ELAN, différentes contraintes s'imposent aux vendeurs, maîtres d'ouvrages ou constructeurs de biens situés dans une zone classée en aléa moyen ou fort,.
La commune a été reconnue en état de catastrophe naturelle au titre des dommages causés par la sécheresse en 1989, 1992, 2003 et 2005 et par des mouvements de terrain en 1999 et 2010.

#### Risque technologique
La commune est en outre située en aval du barrage de la Touche Poupard, un ouvrage de classe A mis en service en 1995 sur le cours d’eau le Chambon, affluent de la Sèvre Niortaise. À ce titre elle est susceptible d’être touchée par l’onde de submersion consécutive à la rupture de cet ouvrage.

#### Risque particulier
Dans plusieurs parties du territoire national, le radon, accumulé dans certains logements ou autres locaux, peut constituer une source significative d’exposition de la population aux rayonnements ionisants. Selon la classification de 2018, la commune de Saivres est classée en zone 2, à savoir zone à potentiel radon faible mais sur lesquelles des facteurs géologiques particuliers peuvent faciliter le transfert du radon vers les bâtiments.

## Histoire
La commune de Saivres comprend des implantations (villae) qui datent de l'époque gallo-romaine comme celles de Vix et Lugné. Toutefois, c'est l'essor de Saint-Maixent qui permet à Saivres de se développer à partir du VIe siècle (voir cartulaire de l'abbaye de Saint-Maixent). Un certain Lunus, noble romain (gentilice) aurait fondé le village de Lugné
À l'époque mérovingienne, Vix est un curtis (domaine exploité par des paysans libres) mais devient vite une terre de la couronne puis des comtes du Poitou qui l'inféodèrent. Ainsi apparut la seigneurie de la cour de Vix dont le premier seigneur connu fut Aymeri de Sazay, qui, en 1260, est dit homme lige d'Alphonse de France, comte de Poitiers, frère de Louis IX. De même, à l'époque mérovingienne, Lugné est un curtis qui devint une châtellenie dépendant de celle de Sainte-Néomaye. Lugné est le lieu d'une cour de justice (la Chambre de Lugné) où siégeait le sénéchal de Lugné. Les terres et châteaux de Lugné sont passés dans plusieurs familles nobles (de Nuchèze, de Bissy à la fin de l'Ancien Régime) puis bourgeoises et ont très vite été affermées. A Lugné, on compte deux domaines très anciens, la Cour et la Voûte, tenus au XVIIe siècle par des fermiers protestants les Redien, descendants d'un rude combattant, Daniel Redien, qui défendit Saivres contre les Ligueurs et les troupes espagnoles et fut fait prisonnier avec son fils en 1592 puis libéré grâce à une rançon versée par les habitants. Vix et Lugné sont reliés par un chemin très ancien qui date de la période gallo-romaine et, qui, au Moyen Âge, est appelé 'la cueille aux nobles'. Les autres fiefs de Saivres semblent moins anciens. Beauregard est une petite seigneurie qui dépendait de celle de Vix. Guy Lambert a fait construire le château de Beauregard au début du XVe siècle qui est ensuite passé dans les familles de Neuport, Lambert et Baudet. La propriété est alors devenu une résidence pour les familles de robins de Saint-Maixent. L'Herbaudière est une seigneurie un peu plus ancienne que Beauregard puisqu'un document témoigne en 1344 de l'existence d'une certaine Joanne de Tamoigne de Lairebaudiere, paroisse de Saivres. Le vieux logis médiéval fut remanié par Philippe de Neuport, à la fin du XVIe siècle. À la fin de l'Ancien Régime, il appartenait à Charles Guichard d'Orfeuille, gentilhomme de la chambre du roi. Comme il avait émigré, le château fut séquestré au profit de la Nation et vendu en 1794 à Louis Vandier. La seigneurie de Préchapon est également assez ancienne puisqu'on compte un seigneur de Préchapon au XIIe siècle ; cette famille possédait un hôtel particulier à Saint-Maixent. D'après Samuel Lévêques, la terre était très riche. Ce n'est qu'à partir du XVIIe siècle qu'on trouve des documents sur les seigneuries de La Voûte (Belle vue), les demoiselles de La Forest vendant le bien à la famille Greffier de Saint Maixent. Il en est de même pour les fiefs de Russay, Saugé, la Coutancière, Maunay, Teideur -ou Tyndoire), Chisseré (le logis fut un temps propriété de la famille Juin), le Magnoux, la Roche Nesdes ou Perré.
L'ancien cimetière se situait Rue de la Cueille à environ 100 m derrière l'église. Il a été démantelé dans les années 1960.

## Politique et administration
| Période    | Période  | Identité           | Étiquette | Qualité |
| ---------- | -------- | ------------------ | --------- | ------- |
|            |          | Gaston Redien      |           |         |
|            |          | Maurice Caille     |           |         |
| avant 1988 | 2008     | Michel Teulé       | PS        |         |
| mars 2008  | 2014     | Jean-Claude Berger |           |         |
| 2014       | 2020     | Rémi Papot         |           |         |
| 2020       | en cours | Dominique Payet    |           |         |

## Démographie
À partir du XXIe siècle, les recensements réels des communes de moins de 10 000 habitants ont lieu tous les cinq ans. Pour Saivres, cela correspond à 2005, 2010, 2015, etc. Les autres dates de « recensements » (2006, 2009, etc.) sont des estimations légales.
| 1793  | 1800  | 1806  | 1821  | 1831  | 1836  | 1841  | 1846  | 1851  |
| ----- | ----- | ----- | ----- | ----- | ----- | ----- | ----- | ----- |
| 1 292 | 1 383 | 1 307 | 1 414 | 1 367 | 1 463 | 1 503 | 1 525 | 1 514 |

| 1856  | 1861  | 1866  | 1872  | 1876  | 1881  | 1886  | 1891  | 1896  |
| ----- | ----- | ----- | ----- | ----- | ----- | ----- | ----- | ----- |
| 1 507 | 1 510 | 1 527 | 1 502 | 1 642 | 1 628 | 1 664 | 1 619 | 1 547 |

| 1901  | 1906  | 1911  | 1921  | 1926  | 1931  | 1936  | 1946  | 1954  |
| ----- | ----- | ----- | ----- | ----- | ----- | ----- | ----- | ----- |
| 1 555 | 1 504 | 1 471 | 1 280 | 1 277 | 1 252 | 1 222 | 1 181 | 1 221 |

| 1962  | 1968  | 1975 | 1982  | 1990  | 1999  | 2005  | 2006  | 2010  |
| ----- | ----- | ---- | ----- | ----- | ----- | ----- | ----- | ----- |
| 1 453 | 1 108 | 957  | 1 057 | 1 162 | 1 174 | 1 239 | 1 262 | 1 393 |

| 2015  | 2020  | 2022  | - | - | - | - | - | - |
| ----- | ----- | ----- | - | - | - | - | - | - |
| 1 435 | 1 355 | 1 322 | - | - | - | - | - | - |

## Lieux et monuments
- Église Saint-Pierre de Saivres. Elle est inscrite à l'Inventaire général du patrimoine culturel[27].
- Château de l'Herbaudière.
- Château de la Roche Nesde.
- Château de Saugé.
- Château de Russay.
- Château de Beauregard.

## Personnalités liées à la commune
- Léon Palustre (1838-1894), archéologue.
- Edmond Proust (1894-1956), instituteur à Saivres, grand résistant.
- Louis-Eugène Faucher (1874-1964), général d'armée, chef de la mission en Tchécoslovaquie.
- Paul Veillon (1922-1944), héros de la résistance, mort en mission de sabotage[28]